# Johann Heinrich Heinrichs
Johann Heinrich Heinrichs (* 1765 in Hannover; † 17. März 1850 in Burgdorf) war ein deutscher evangelisch-lutherischer Theologe, hannöverscher Kirchenrat und Superintendent.

## Leben

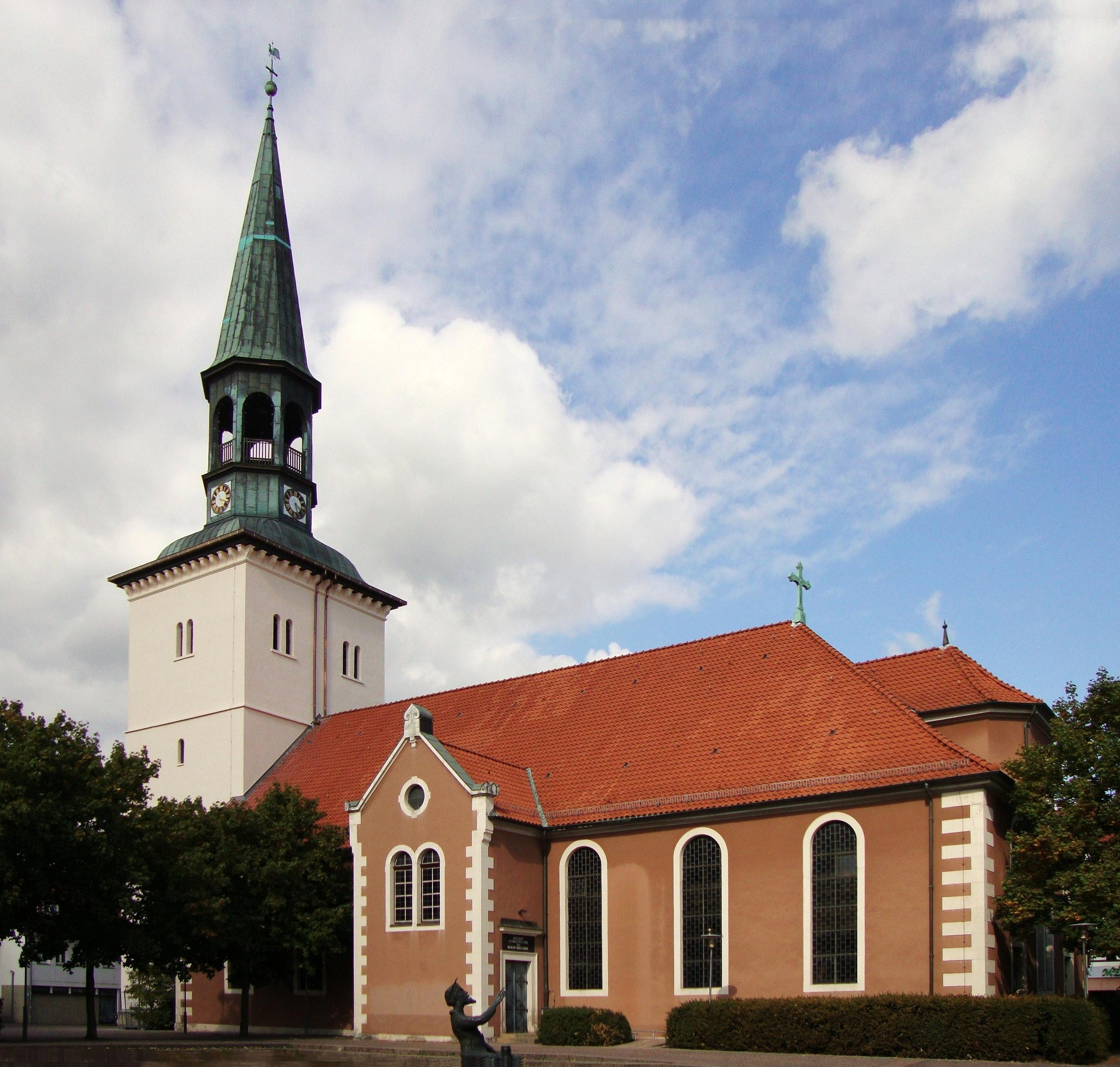
St. Pankratius in Burgdorf wurde unter Heinrichs 1813 vollendet und war seine Wirkungsstätte bis zu seinem Tod

Heinrichs war der Sohn des Kaufmanns Carl Conrad Heinrichs in Hannover. Er studierte von Ostern 1784 bis Michaelis 1788 Theologie an der Georg-August-Universität Göttingen. Aus seiner Studienzeit in Göttingen hat sich sein Stammbuch mit der Laufzeit 1784–1790 erhalten. Es weist ihn in seiner Studentenzeit sowohl als Angehörigen der Hannöverschen Landsmannschaft wie auch des Amicistenordens aus. Nebenher war er in Göttingen als Hauslehrer tätig, ebenso von Michaelis 1788 bis Ostern 1789 in Hannover. Dann kehrte er nach Göttingen zurück und wurde Repetent an der theologischen Fakultät. Aus gesundheitlichen Gründen war ihm eine Laufbahn als Hochschullehrer verwehrt. Von Ostern 1792 bis 1793 zog er sich nach Hannover zurück. Am 21. Januar 1794 bestand er sein Examen vor dem Konsistorium und erhielt seine erste Pastorenstelle in Quickborn bei Lüneburg. 1799 wurde er Archidiakon in Dannenberg (Elbe) und 1806 Superintendent in Klötze, einer damals zum Kurfürstentum Hannover gehörenden Exklave in der Altmark. 1810 wurde er Superintendent in Burgdorf bei Hannover und hatte dieses Amt bis zu seinem Tod inne. Er sorgte für den Wiederaufbau der 1809 zuvor durch den Stadtbrand völlig zerstörten kirchlichen Bauten in Burgdorf, darunter St. Pankratius (Burgdorf), und für die Wiederherstellung kirchlicher Strukturen. Zu seinem 50. Amtsjubiläum 1844 erhielt er den Titel Königlicher Kirchenrat. Bei seinem Tod war er der dienstälteste Superintendent des hannoverschen Konsistorialbezirks.
Obwohl Heinrichs die wissenschaftliche Laufbahn an der Universität verwehrt blieb, machte er sich doch als theologischer Schriftsteller einen Namen. Sein Hauptwerk war die Mitarbeit an der Vollendung von Johann Benjamin Koppes Neubearbeitung des griechischen Neuen Testaments N. T. graece perpetua annotatione illustratum nach dessen Tod 1791 zusammen mit Thomas Christian Tychsen, Christoph Ammon und David Julius Pott. Heinrichs gab die griechischen Texte der Apostelgeschichte, einiger Briefe sowie der Offenbarung des Johannes heraus. 1821 wurde er von der Theologischen Fakultät der Universität Erlangen mit dem Ehrendoktor der Theologie ausgezeichnet.
Seit 1795 war er mit Dorette Eden († 24. Juni 1836), einer Tochter des Lüneburger Bürgermeisters von Eden, verheiratet. Ihr gemeinsamer Sohn Carl Friedrich Christoph Heinrichs (1798–1881) wurde Pastor und Konsistorialrat in Detmold. Eine Tochter Ulrike starb 1848. Ein weiterer Sohn wurde Ministerialreferent in Hannover.
Johann Heinrich Heinrichs ist auf dem Magdalenenfriedhof in Burgdorf beerdigt.

## Schriften
- Joannis Henrici Heinrichs Commentatio de luxu: num et quatenus secundum religionis christianae praecepta licitus sit an illictus. Dieterich, Göttingen 1788. (Digitalisat)
- De auctore atqve aetate capitis Geneseos XLIX commentatio: Qua ad audiendas lectiones ... Brose, Göttingen 1790. (Digitalisat)
- Dissertatio brevis in locum Paulinum Rom. VIII, 3. Conscripsit Ioannes Henricus Heinrichs. Brose, Göttingen 1791. (Digitalisat)
- Die Gemüthsstimmung einer religiösen Christenfamilie, die durch schwere Unglücksfälle von ihrem Wohlstande herabgebracht nach Brod zu rufen sich gedrungen sieht: Eine Predigt, über das Evangelium am siebenten Sonntage nach Trinitatis, zu Clötze gehalten. Hahn, Hannover 1807
- Beiträge zur Beförderung der theologischen Wissenschaften. Band 2, 1805
- Commentar über die Offenbarung Johannis. 1833

### Als Teil von KoppesN.T. Graece
- Pauli Epistolae ad Timothevm, Titum et Philemon graece. Dieterich, 1798
- Pauli Epistolae ad Philippenses et Colossenses graece. Dieterich, 1803
- Acta Apostolorum. Dieterich, 1809

Digitalisat im Internet Archive
- Apocalypsis graece. 2 Bände, Dieterich, 1818

Digitalisat im Internet Archive
- Epistola ad Hebraeos Graece. Dieterich, 1823